# Anolis gaigei
Anolis gaigei (аноліс Гейджа) — вид ігуаноподібних ящірок родини анолісових (Dactyloidae). Мешкає в Панамі і Колумбії.

## Поширення і екологія
Аноліси Гейджа мешкають в Панамі і сусідніх районах Колумбії, а також в гірському масиві Сьєрра-Невада-де-Санта-Марта на півночі Колумбії. Вони живуть в сухих тропічних лісах, галерейних лісах та в садах. Зустрічаються на висоті до 900 м над рівнем моря.